# Jānis Alfrēds Vītols
Jānis Alfrēds Vītols (* 18. Februar 1911 in Jelgava; † 1993 in Riga) war ein lettischer Radrennfahrer.

## Sportliche Laufbahn
Vītols nahm an den Olympischen Sommerspielen 1936 in Berlin teil. Bei den Spielen schied er beim Sieg von Robert Charpentier im olympischen Straßenrennen aus. Die lettische Mannschaft kam nicht in die Mannschaftswertung.
Er startete für den Verein Marss Riga.